# Gertrud Schille
Gertrud Schille, née Matthes en 1940 à Iéna est une architecte allemande. Au sein de l'entreprise VEB Carl Zeiss Jena, elle conçoit des planétariums en Allemagne et à l'étranger.

## Biographie
De 1960 à 1968, Gertrud Schille étudie à l'Université d'architecture et de génie civil de Weimar. Ensuite, elle travaille au département construction de la VEB Carl Zeiss Jena. Elle y réalise des travaux de construction pour l'usine d'Iéna, pour une cristallerie industrielle à Eisenberg et pour un lieu de vacances au bord du lac Kölpinsee à Usedom.
En 1976, elle est promue architecte principale au département international, poste qu'elle occupe jusqu'en 1987. Elle est responsable du développement mondial d’observatoires, télescopes  et de planétariums.
Pour le ministère libyen de la Culture et de l'Information, elle livre les premières esquisses du planétarium de Tripoli, en collaboration avec le designer Walter Bubetz. Elle est ensuite responsable de la supervision architecturale, de la gestion du projet, de la planification de la mise en œuvre des solutions détaillées jusqu'à l'achèvement et la livraison du projet.
En 1983, elle réalise également les esquisses pour le planétarium de Wolfsburg et en 1987 pour le planétarium Zeiss de Berlin.
De 1987 à 1990, elle étudie l'histoire du développement culturel et architectural des bâtiments du planétarium dans le cadre d'une activité scientifique à l'Institut d'histoire des sciences naturelles et de la technologie de l'Université Friedrich Schiller d'Iéna.
Après la réunification, elle s'installe  en tant qu'architecte indépendante et fonde le bureau Architrava.
Iris Dullin-Grund et Gertrud Schille sont deux architectes phares de la RDA.

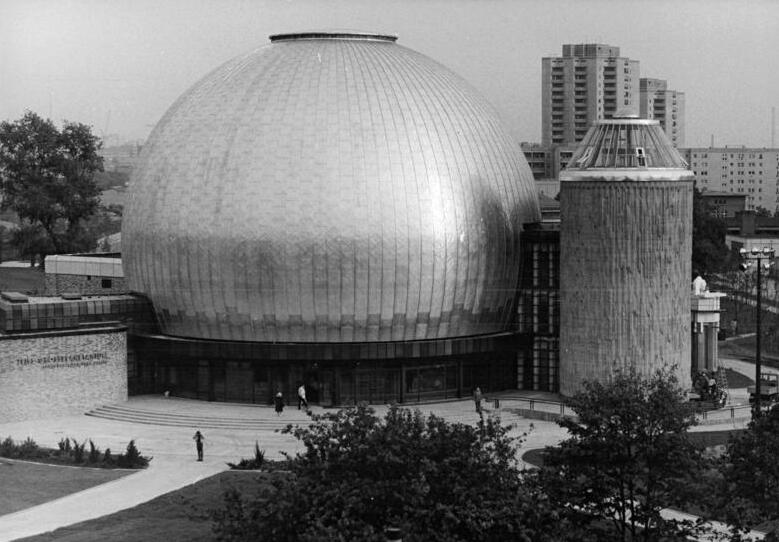
Grand planétarium Zeiss de Berlin, 1987

## Bâtiments
- 1979 : Centre spatial et planétarium de Tripoli, Libye
- 1980-1983 : Planétarium de Wolfsburg
- 1985-1987 : Planétarium Zeiss à Berlin